# Zöld elénia
A zöld elénia (Myiopagis viridicata) a madarak (Aves) osztályának verébalakúak (Passeriformes) rendjébe és a királygébicsfélék (Tyrannidae) családjába tartozó faj.

## Rendszerezése
A fajt Louis Pierre Vieillot francia ornitológus írta le 1817-ben, a Sylvia nembe Sylvia viridicata néven.

## Alfajai
- Myiopagis viridicata accola Bangs, 1902
- Myiopagis viridicata implacens (P. L. Sclater, 1862)
- Myiopagis viridicata jaliscensis Nelson, 1900
- Myiopagis viridicata minima[2] Nelson, 1898 vagy Myiopagis minima[1]
- Myiopagis viridicata pacifica (Brodkorb, 1943)
- Myiopagis viridicata pallens Bangs, 1902
- Myiopagis viridicata placens (P. L. Sclater, 1859)
- Myiopagis viridicata restricta Todd, 1952
- Myiopagis viridicata viridicata (Vieillot, 1817)
- Myiopagis viridicata zuliae Zimmer & W. H. Phelps, 1955[2]

## Előfordulása
Az Amerikai Egyesült Államok, Mexikó, Costa Rica, Guatemala, Honduras, Nicaragua, Panama, Salvador, Argentína, Belize, Bolívia, Brazília, Kolumbia, Ecuador, Guyana, Paraguay, Peru és Venezuela területén honos.
Természetes élőhelyei a szubtrópusi és trópusi síkvidéki és hegyi esőerdők, valamint lombhullató erdők, cserjések és ültetvények. Vonuló faj.

## Megjelenése
Testhossza 13 centiméter, testtömege 12-14 gramm.

## Életmódja
Rovarokkal táplálkozik, de fogyaszt kisebb bogyókat, gyümölcsöket és magvakat is.
|  |

## Természetvédelmi helyzete
Az elterjedési területe rendkívül nagy, egyedszáma pedig stabil. A Természetvédelmi Világszövetség Vörös listáján nem fenyegetett fajként szerepel.